# UFC: Fight for the Troops 2
UFC: Fight for the Troops 2 (también conocido como UFC Fight Night 23) fue un evento de artes marciales mixtas celebrado por Ultimate Fighting Championship el 22 de enero de 2011 en el Fort Hood, en Killeen, Texas.

## Historia
La pelea entre Kenny Florian y Evan Dunham se esperaba para el UFC 126, pero se trasladó a esta tarjeta para servir como el evento principal. El 6 de diciembre, sin embargo, Florian se retiró de la pelea debido a una lesión en la rodilla. Melvin Guillard fue retirado de una pelea planeada en la tarjeta preliminar con Yves Edwards y se enfrentó a Dunham en el evento principal.
El 30 de diciembre de 2010, la pelea entre Mike Swick y David Mitchell fue cancelada debido a que Mitchell sufrió una lesión y Swick tuvo que tratarse su condición de esófago. La pelea entre Will Campuzano y Chris Cariaso fue un reemplazo de último momento.

## Premios extra
Cada peleador recibió un bono de $30,000.
- Pelea de la Noche: Yves Edwards vs. Cody McKenzie
- KO de la Noche: Melvin Guillard
- Sumisión de la Noche: Yves Edwards